# Ofertório
O ofertório (do latim medieval offertorium e latim offerre) é a parte da Eucaristia em que as espécies que serão consagradas são levadas ao sacerdote, ou ainda, a parte da missa em que acontece a oferta de pão e vinho. A quantia dada em dinheiro é opcional, mas é considerada uma contribuição para a Igreja e sua comunidade.